# Hugo V van Châteaudun
Hugo V van Châteaudun bijgenaamd de Knappe (overleden in 1191) was van 1180 tot aan zijn dood burggraaf van Châteaudun. 

## Levensloop
Hugo V was de tweede zoon van burggraaf Hugo IV van Châteaudun en diens echtgenote Margaretha, dochter van heer Sylvester van Saint-Calais. Aangezien zijn oudere broer Godfried IV reeds in 1176 was overleden, volgde hij rond 1180 zijn vader op als burggraaf van Châteaudun.
In 1175 kocht hij van de gemeente Marmoutier de bosgronden tussen Romilly-sur-Aigre en Chauvigny over. Ook nam Hugo V deel aan de Derde Kruistocht, maar hij stierf tijdens het Beleg van Akko.

## Huwelijk en nakomelingen
Hugo huwde met Johanna, dochter van Gosbert van Preuilly, heer van Bouchet en Guerche. Ze kregen volgende kinderen:
- Godfried V (overleden in 1218), burggraaf van Châteaudun
- Agnes (overleden na 1200)